# Reinald II. Mansoer
Reinald II. Mansoer von Margat (Reinhold Mazoir; Renaud Masoier; † um 1185) war Herr von Margat (Marqab) und Konstabler von Antiochia.
Er ist der Sohn und Nachfolger von Reinald I. Mansoer von Margat. 1116 hatte sein Vater die Burg Margat als Lehen des Fürsten von Antiochia erhalten. Bei der Rebellion des Pons von Tripolis und anderer 1131 gegen den neuen Regenten von Antiochia, Fulko von Anjou, stand sein Vater auf Seiten Fulkos. Im Rahmen des Friedensschlusses 1131 wurde Reinald II. mit Pons’ Tochter Agnes von Tripolis (* nach 1112) verheiratet.
1133 verlor sein Vater die Burg Margat an die Muslime. Sein Vater starb vermutlich in den folgenden Jahren und vererbte Reinald das Amt des Konstablers von Antiochia. Jedenfalls nahm 1140, als Margat durch die Christen zurückerobert wurde, Reinald II. diese in Besitz.
Obwohl Reinald II. über große Besitzungen und mehrere Untervasallen verfügte, überstiegen die Kosten für die Unterhaltung der Burg Margat und deren Besatzung seine finanziellen Mittel. Er musste seinen Besitz Stück für Stück an die Johanniter und Templer veräußern. Nach seinem Tod 1185 verkaufte sein Sohn Bertrand die Burg schließlich am 1. Februar 1186 gegen eine jährliche Rente von 2.000 Goldbyzantinern an die Johanniter.
Mit seiner Frau Agnes hatte er vier Söhne:
- Thomas († vor 1165)
- Amalrich († vor 1178)
- Mansur († vor 1178)
- Bertrand († nach 1217)